# Bösshamn
Bösshamn är en bebyggelse på nordöstra Kålland vid stranden av Vänern i Otterstads socken i Lidköpings kommun. Från 2015 avgränsar SCB här en småort.